# Thane (distrikt)

Distriktets läge i Maharashtra.

Thane är ett distrikt i delstaten Maharashtra i västra Indien. Befolkningen uppgick till 8 131 849 invånare vid folkräkningen 2001, på en yta av 9 558 kvadratkilometer. Den administrativa huvudorten är Thane. 

## Administrativ indelning
Distriktets är indelat i femton tehsil (en kommunliknande enhet):
- Ambarnath
- Bhiwandi
- Dahanu
- Jawhar
- Kalyan
- Mokhada
- Murbad
- Palghar
- Shahapur
- Talasari
- Thane
- Ulhasnagar
- Vada
- Vasai
- Vikramgad

## Städer
Distriktets städer är Thane, distriktets huvudort, samt:
- Ambarnath, Badlapur, Bhiwandi, Boisar, Chinchani, Dahanu, Jawhar, Kalyan-Dombivali, Karivali, Kasara Budruk, Katai, Katkar, Khoni, Kon, Manor, Mira-Bhayandar, Murbad, Navi Mumbai, Padagha, Palghar, Pasthal, Shahapur, Shelar, Tarapur, Ulhasnagar, Umbar Pada Nandade, Vada, Vasai-Virar City och Vashind

De före detta städerna och orterna Gokhivare, Kopharad, Nalasopara, Navghar-Manikpur, Sandor, Vasai, Virar och Waliv ingår numera i staden Vasai-Virar City.